# خوان من فوا

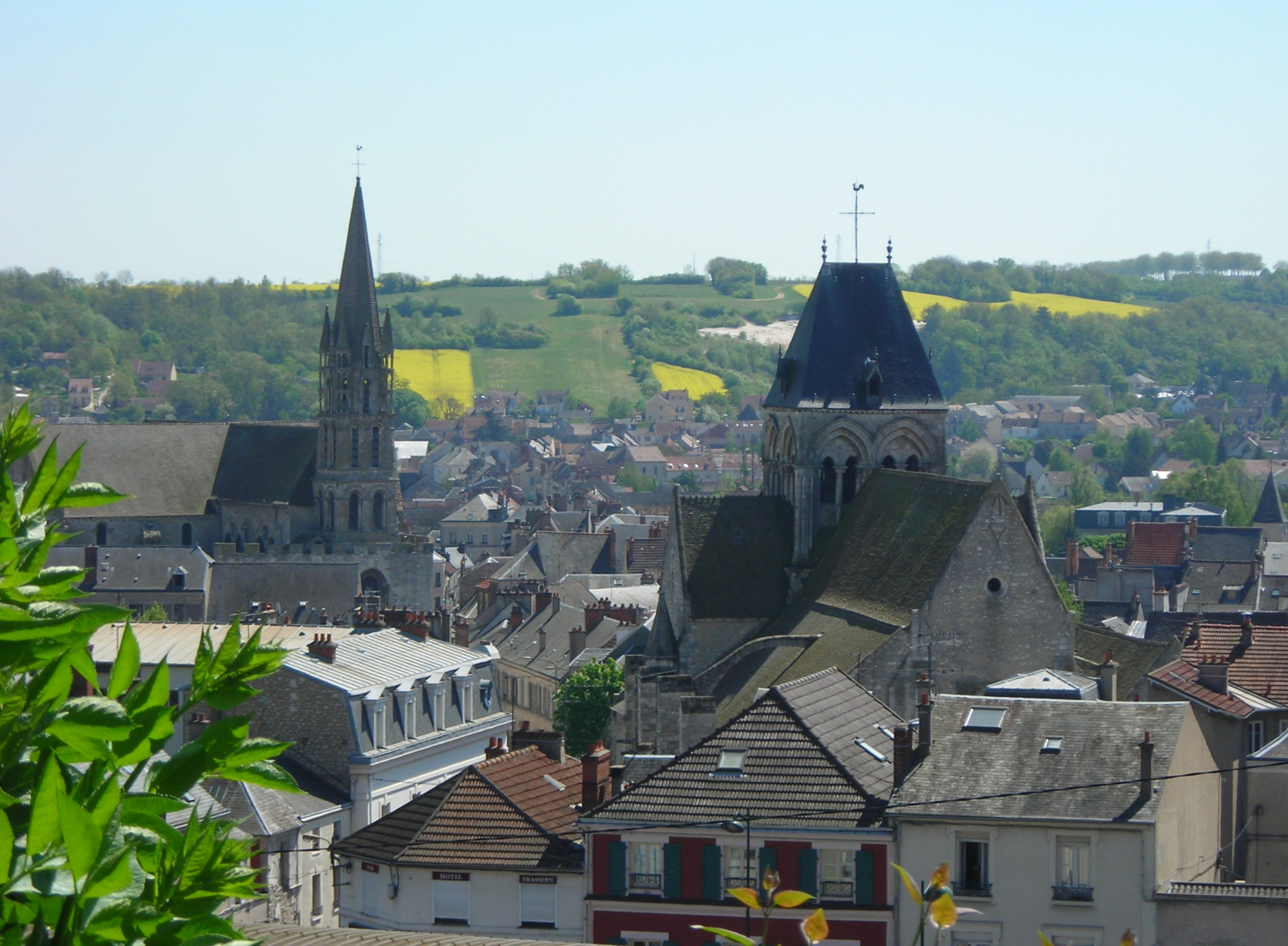
Vue d'Étampes (Essonne, Île-de-France, France)

خوان فيكونت ناربون (بالفرنسية: Jean de Foix) (1500-1450)؛ هو ابن الأصغر لوالديه غاستون الرابع كونت فوا وليونور ملكة نافارا، وشقيقه الأكبر غاستون أمير فيانا.

## حياته
حصل على فيكونتية ناربون من والده، وكان على علاقة جيدة مع كل من لويس الحادي عشر ملك فرنسا ونسيبه لويس الثاني عشر ملك فرنسا، تزوج من ماري الأورليانية ، شقيقة لويس الثاني عشر في 1476، وانجبت له طفلين:
- جيرمين (1488-1538)؛ تزوجت فرناندو الثاني ملك أراغون الذي استخدمها كذريعة للمطالبة بالعرش نافارا.
- غاستون (1489-1512)؛ شغل منصب نائب عام في إيطاليا لخاله لويس الثاني عشر توفي في معركة رافينا.

بعد وفاة ابن أخيه في عام 1483 الملك فرانسيس، ادعى خوان العرش النافاري اعتبر نفسه بأنه ذكر التالي في الخلافة، مما شكل تحديا لـ شقيقة فرانسيس الملكة كاثرين،  فعلى الرغم من أن قانون ساليك لم يتم تطبيقه في مملكة نافارا، ومع ذلك كانت نتيجة لهذا الادعاء التي أدت إلى حرب أهلية في نافارا، الذي انتهت لصالح كاترين في 1497، بحيث أجبروا خوان على التخلي عن دعواه، وتوفي بعدها بثلاث سنوات، استطاع لاحقا صهره فرناندو الثاني (وأيضا خاله) بـ مطالبة بالعرش من خلال حق ابنته جيرمين واستطاع دحر قوات كاترين وزوجها نحو نافارا السلفى شمال جبال البرانس، احتلت قواته العاصمة بنبلونة بحيث لم يستطيع كاترين ولا ذريته لاحقا أعادتها من جديد.